# Zubiri (Navarra)
Zubiri ist ein Ort am Jakobsweg im baskischsprachigen Teil der Autonomen Gemeinschaft Navarra. Er ist der Hauptort und Sitz der Verwaltung der Gemeinde Esteríbar.
Der Ortsname ist baskisch und bedeutet Dorf an der Brücke. Über diese zweibogige gotische Brücke betreten die Jakobspilger auch heute noch den Ort. 
Ein traditioneller Ritus hat der Brücke ihren zweiten Namen gegeben: Dreimal das Vieh um den Mittelpfeiler der Puente de la Rabia (Tollwut-Brücke) zu treiben soll die Tiere vor dieser Krankheit schützen. Die Kraft für diesen Schutz rührt dem Volksglauben nach aus den im Pfeiler vergrabenen Reliquien der Heiligen Quiteria. 
Arnold von Harff, deutscher Reisender des 15. Jahrhunderts, erwähnt den Ort als Pont de paradijs – Paradiesbrück.
Die Pfarrkirche ist dem Hl. Stefan gewidmet und stammt aus dem Mittelalter, sie wurde aber komplett umgestaltet.

Das in Berichten erwähnte Magdalenen-Leprosorium ist baulich nicht nachzuweisen.